# كمبري فيجا
كمبر فيجا (بالإنجليزية: Cumbre Vieja)‏ هو جبل بركاني خامد يقع في جزيرة لا بالما في جزر الكناري. إندلع البركان مرتين خلال القرن العشرين، مرة في عام 1949 ومرة أخرى في عام 1971.واندلع حالياً للمرة الثالثة في 2021